# IFBA Campus Barreiras

Unidade de Ensino Descentralizada do CEFET-BA - Campus Barreiras, inaugurada em 1993.

O Instituto Federal de Educação, Ciência e Tecnologia da Bahia (IFBA) Campus Barreiras é uma instituição de ensino técnico e superior localizada na cidade de Barreiras, na Bahia. Faz parte da Rede Federal de Educação Profissional, Científica e Tecnológica, oferecendo formação de qualidade com foco em inovação e desenvolvimento regional.

## História[3]
O Instituto Federal de Educação, Ciência e Tecnologia da Bahia (IFBA) Campus Barreiras teve início com a inauguração da antiga Unidade de Ensino Descentralizada do Centro Federal de Educação Tecnológica da Bahia (CEFET-BA), inaugurada em 15 de outubro de 1993, entrando em efetivo exercício em 09 de setembro de 1994, com a posse dos primeiros servidores aprovados em concurso público realizado especificamente para o provimento das vagas oferecidas na época. O Campus Barreiras iniciou sua caminhada, unindo estrutura física e humana, para em outubro do mesmo ano receber as primeiras turmas de discentes aprovados em Exame de Seleção para os Cursos Técnicos em Edificações e Eletromecânica, primeiros cursos oferecidos à comunidade.
Além dos cursos regulares citados, o Campus Barreiras ofereceu, também, um curso preparatório (Pró-técnico) de 1994-1997. Em 1998/99, foram acrescentados os cursos de Turismo e o Ensino Médio, na forma da nova legislação de educação, foram disponibilizados para a comunidade barreirense, além dos cursos supra, o curso técnico em Enfermagem (a partir do ano 2000) e o curso técnico em Alimentos e Bebidas, com sua primeira turma iniciada no segundo semestre de 2003.
O Campus Barreiras, no período de 1997 a 1999 ofereceu o curso de pós-graduação “lato sensu” com especialização em Metodologia de Ensino para um grupo de 40 alunos, em convênio com a Prefeitura Municipal de Barreiras e a Fundação CEFET-BA, aberto a toda comunidade, tendo atraído alunos de Barreiras, Bom Jesus da Lapa, Ibotirama e Guanambi.
O Campus Barreiras oferece os cursos técnicos em Edificações, Alimentos e Informática, todos integrados ao ensino médio; cursos subsequentes de Eletrotécnica e Enfermagem; curso de Eletromecânica na modalidade PROEJA e o curso de pós-graduação latu-censo em Proeja.

Em 6 de agosto de 2008, deu início ao curso de Licenciatura em Matemática, aprovado pela resolução nº 13, de 17-11-2004, do Conselho Diretor do CEFET-BA. A implantação da Licenciatura em Matemática no Campus Barreiras foi desejo da comunidade da Região Oeste da Bahia, demonstrado nos resultados de uma pesquisa de demanda realizada em escolas da rede municipal e estadual do município.
O Instituto Federal de Educação, Ciência e Tecnologia da Bahia (IFBA), criado no dia 29 de dezembro de 2008, pelo presidente da república Luiz Inácio Lula da Silva, juntamente ao ministro da educação Fernando Haddad, quando sancionada a Lei nº 11.892, responsável por instituir a Rede Federal de Educação Profissional, Científica e Tecnológica que transformou o Centro Federal de Educação Tecnológica da Bahia (CEFET) em Instituto Federal da Bahia (IFBA), vinculado ao Ministério da Educação (MEC), e membro do Conselho Nacional das Instituições da Rede Federal de Educação Profissional, Científica e Tecnológica (CONIF), possui natureza jurídica de autarquia, sendo detentor de autonomia administrativa, patrimonial, financeira, didático-pedagógica e disciplinar.
Posteriormente, em 20 de fevereiro de 2013 iniciou-se o curso Superior de Engenharia de Alimentos por meio da resolução nº 11/2012 e em 08 de abril de 2016 o curso Superior de Arquitetura e Urbanismo pela resolução nº 168/2014.

## Estrutura e Cursos Oferecidos
A infraestrutura do IFBA Campus Barreiras é moderna, contando com laboratórios, salas de aula bem equipadas e áreas de convivência. Os cursos oferecidos incluem:

Vista aérea do IFBA Campus Barreiras em 2024.

| Cursos Técnicos Integrados ao Ensino Médio | Cursos Técnicos Subsequentes                | Cursos de Graduação                    |
| ------------------------------------------ | ------------------------------------------- | -------------------------------------- |
| Curso Técnico em Edificações               | Curso Técnico Subsequente em Enfermagem     | Licenciatura em Matemática             |
| Curso Técnico em Alimentos                 | Curso Técnico Subsequente em Eletrotécnica  | Bacharelado em Arquitetura e Urbanismo |
| Curso Técnico em Informática               | Curso Técnico Subsequente em Eletromecânica | Bacharelado em Engenharia de Alimentos |

## Política Interna do IFBA Campus Barreiras
O Diretor Geral do IFBA Campus Barreiras é o principal administrador dessa instituição de ensino, eleito em sufrágio universal, pelo corpo discente, docente e técnicos administrativos da instituição, para o cumprimento de um mandato com duração de um quatriênio, com direito a uma reeleição, o Diretor Geral é regedor de todos os departamentos da instituição. O Campus Barreiras conta ainda com uma Direção de Ensino (DIREN), com o Diretor de ensino nomeado pelo Reitor; um Departamento de Educação Profissional Técnica de Nível Médio (DETEC), com um chefe de departamento nomeado pelo Reitor; um Departamento de Ensino Superior (DESUP), dirigido por um chefe de departamento nomeado pelo Reitor; Departamento de Apoio ao Ensino-Aprendizagem (DEPAE), formado por uma equipe multidisciplinar; a Coordenação de Registros Escolares (CORES); Biblioteca; a Coordenação de Integração Escola Empresa (CIEEM); Coordenação de Laboratórios (COLAB) e Coordenações dos cursos técnicos integrados, subsequentes e superiores, todos os departamentos e coordenações são vinculados e subordinados à Direção de Ensino. 
| Lista de Diretores Gerais do IFBA Campus Barreiras: | Lista de Diretores Gerais do IFBA Campus Barreiras: | Lista de Diretores Gerais do IFBA Campus Barreiras: | Lista de Diretores Gerais do IFBA Campus Barreiras:                                                                        | Lista de Diretores Gerais do IFBA Campus Barreiras:                            |
| N°                                                  | Nome                                                | Mandato                                             | Observações | Atuação Acadêmica                                                              |
| --------------------------------------------------- | --------------------------------------------------- | --------------------------------------------------- | --- | ------------------------------------------------------------------------------ |
| 1                                                   | Helder Ribeiro da Silva                             | 2006-2010                                           | (Como Diretor do CEFET-BA) Eleito em Sufrágio Universal com 58,65% dos votos válidos dos servidores, docentes e discentes. | Docente do Ensino Básico, Técnico e Tecnológico do Instituto Federal da Bahia. |
| 2                                                   | Dicíola Figueirêdo de Andrade Baqueiro              | 2010-2018                                           | Eleita em Sufrágio Universal, dois mandatos consecutivos.                                                                  | Pedagoga / Supervisora Pedagógica do Instituto Federal da Bahia.               |
| -                                                   | Dicíola Figueirêdo de Andrade Baqueiro              | 2018-2019                                           | Diretora Geral Pro tempore, nomeada pelo reitor do IFBA, após o findamento de seu mandato.                                 | Pedagoga / Supervisora Pedagógica do Instituto Federal da Bahia.               |
| 3                                                   | Gustavo da Silva Quirino                            | 2020-2023                                           | Eleito em Sufrágio Universal com 89% dos votos válidos dos servidores, docentes e discentes. Não concluiu o mandato.       | Docente do Ensino Básico, Técnico e Tecnológico do Instituto Federal da Bahia. |
| 4                                                   | Ana Carolina de Santana Guedes                      | 2023-2024                                           | Diretora Geral Pro tempore, indicada pelo antecessor para concluir o mandato.                                              | Técnico Administrativo em Educação do Instituto Federal da Bahia.              |
| 5                                                   | Ítalo Abreu Lima                                    | 2024-2027                                           | Eleito em Sufrágio Universal.                                                                                              | Docente do Ensino Básico, Técnico e Tecnológico do Instituto Federal da Bahia. |

Organização Estudantil:
O IFBA Campus Barreiras conta com um Grêmio Estudantil, denominado de Grêmio Estudantil do IFBA - Campus Barreiras (GREMIF), organizado e baseado na lei do Grêmio Estudantil n° 7.398 de 04 de novembro de 1985 e nas diretrizes e orientações da Secretaria de Educação Profissional e Tecnológica. Apresenta funcionamento no referido estabelecimento de ensino com independência administrativa, financeira, normativa e bens próprios, sem fins lucrativos aos seus integrantes, eleitos pelos discentes de ensino técnico, nas modalidades de ensino médio integrado, ensino subsequente e PROEJA dessa comunidade estudantil por sufrágio universal, para o cumprimento de um mandato com duração de um biênio com direito a uma reeleição, nos termos do Estatuto aprovado e vigente na instituição. O presidente do Grêmio Estudantil do IFBA (GREMIF) é a maior autoridade discente da instituição, agrupando as competências de representar e garantir os direitos discentes dessa instituição de ensino, além de representá-la dentro e fora dela, garantir a unidade normativa e as demais funções inerentes à própria natureza do cargo honorífico. A instituição conta ainda com centros acadêmicos dos cursos superiores.
| Lista de Presidentes do Grêmio Estudantil do IFBA - Barreiras (GREMIF): | Lista de Presidentes do Grêmio Estudantil do IFBA - Barreiras (GREMIF): | Lista de Presidentes do Grêmio Estudantil do IFBA - Barreiras (GREMIF): | Lista de Presidentes do Grêmio Estudantil do IFBA - Barreiras (GREMIF): | Lista de Presidentes do Grêmio Estudantil do IFBA - Barreiras (GREMIF):                                                                                | Lista de Presidentes do Grêmio Estudantil do IFBA - Barreiras (GREMIF):                       |
| N°                                                                      | Nome                                                                    | Mandato                                                                 | Vice                                                                    | Observações | Curso                                                                                         |
| ----------------------------------------------------------------------- | ----------------------------------------------------------------------- | ----------------------------------------------------------------------- | ----------------------------------------------------------------------- | --- | --------------------------------------------------------------------------------------------- |
| 1                                                                       | Matheus Pereira da Silva                                                | 2016-2017                                                               | -                                                                       | Chapa eleita em Sufrágio Universal pelo corpo discente da instituição.                                                                                 | Técnico em Informática na modalidade integrada ao Ensino Médio do Instituto Federal da Bahia. |
| 2                                                                       | Fabrício Gonçalves                                                      | 2018-2019                                                               | -                                                                       | Chapa eleita em Sufrágio Universal pelo corpo discente da instituição.                                                                                 | Técnico em Informática na modalidade integrada ao Ensino Médio do Instituto Federal da Bahia. |
| -                                                                       | Período Inoperante                                                      | 2020-2022                                                               | -                                                                       | Diretoria dissolvida, período inoperante em razão da pandemia de coronavírus (Covid-19), por decorrência da falta de aulas presenciais na instituição. | -                                                                                             |
| 3                                                                       | Erik Rocha Araújo                                                       | 2023-2024                                                               | Gabriela Durães Freire Buriti                                           | Chapa eleita em Sufrágio Universal pelo corpo discente da instituição com 57,2% dos votos válidos.                                                     | Técnico em Edificações na modalidade integrada ao Ensino Médio do Instituto Federal da Bahia. |
| 4                                                                       | Mirian Cunegundes de Miranda                                            | 2024-2025                                                               | Letícia Sardeiro de Brito                                               | Diretora de Cultura do GREMIF, indicada e empossada como presidente pelo antecessor.                                                                   | Técnico em Alimentos na modalidade integrada ao Ensino Médio do Instituto Federal da Bahia.   |

## Missão do IFBA Campus Barreiras
"Promover a formação do cidadão histórico-crítico, oferecendo ensino, pesquisa e extensão com qualidade socialmente referenciada, objetivando o desenvolvimento sustentável do país." 